# Junkers Ju 188
El Junkers Ju 188 fue uno de los mejores bombarderos medios de alto rendimiento y multirol  alemán fabricado por la Junkers durante la Segunda Guerra Mundial. Estaba previsto que fuera el sucesor del famoso Junkers Ju 88, con mejor rendimiento y mayor capacidad de carga. Fue producido en un número limitado de cerca de 1000 unidades, debido a la presencia de versiones mejoradas del Ju 88 y por las nuevas condiciones de Alemania en la guerra, que necesitaba centrarse en la producción de aviones de caza.

## Historia
El desarrollo del Ju-188 fue muy retrasado por las indefiniciones en las decisiones entre el RLM, Göring y Hitler quien propiciaba la fabricación de aviones multirol, el proyecto estaba para desarrollo ya en 1936; pero por lo anterior y las mejoras al JU-88 recién vio la luz en 1943.  Los seis prototipos solicitados por el RLM fueron designados como Ju-88B, el primer prototipo JU 88B V-23 dotado de motores JUMO 211 voló el 19 de junio de 1940 y tuvo una muy buena evaluación y recepción por parte de la Luftwaffe y se fabricaron tres unidades.  La cabina de estas primeras unidades tenía la misma disposición artillera que el Ju 88 y su diseño tenía la misma configuración alar.
Sin embargo, el RLM presionó por un mejor rendimiento ya que entre el Ju88 A5 y el nuevo prototipo no había diferencias notables y entonces al prototipo siguiente, el Ju 88B V-27 se le dotó de motores BMW que permitieron alcanzar velocidades de 540 km/h mejorando con un diferencial de 50km/h, lo cual resultó muy prometedor.  A este prototipo se le dotó de una cúpula de plexiglass baja, redondeada y giratoria de 360° dotada de una ametralladora MG 131.
En enero de 1941, el RLM dio un impulso al programa y se desarrolló el Ju-88B V27/1 dotado con motores BMW 801ML al que se le dotó de una ametralladora MG 151 en su morro delantero. El prototipo alcanzó velocidades promedio de 550 km/h. Se desarrollaron otros tres prototipos; V61,62 y 63. Al prototipo V-63 se le dotó de motores JUMO 213 y la ametralladora dorsal MG 131 fue sustituida por una  ametralladora MG 151. A este prototipo se le denominó entonces JU-188A. Una de las deficiencias detectadas fue su falta de envergadura alar que dificultaba de mantener la estabilidad horizontal y se hacía con mucho esfuerzo para el piloto.
Los ingenieros de la Junkers tomaron nota y modificaron la configuración alar aumentando la envergadura desde 20.08 m a 22 m, el timón fue modificado aumentando su tamaño y su superficie alar aumentó desde 54 a 56 m², la estabilidad horizontal mejoró y la velocidad máxima se situó en 550 km/h.     Este prototipo (V44) sería en definitiva el Ju 188E bombardero multirol aprobado para producción en serie tardíamente a fines de 1943.

### Diseño
El Ju-188 fue una versión mejorada del Ju-88 A5, era un diseño muy estiloso que poseía una cabina en forma de ergonómica estructural en forma de huevo ahusado completamente acristalada y extensiva hasta el morro mismo del aparato lo que le brindaba un amplio campo de visión a sus  ocupantes.   El piloto y el radioperador-artillero estaban en tandem, y el bombardero-artillero a la derecha del piloto, muy similar a la disposición del JU 88.
La disposición del espacio del habitáculo y paneles de control era bastante similar al Ju 88 con la novedad que el panel de instrumentos principal más simplificado del piloto estaba dispuesto adosado a la columna central del volante lo cual no bloqueaba el campo visual frontal (diferencia con el Ju 88 cuyo panel de controles estaba prácticamente a las rodillas del piloto bloqueando parcialmente la visión frontal inferior). En general, la disposición de los paneles de control era menos invasivo que el Ju 88.
Sus alas eran levemente de mayor envergadura que las del Ju 88 (en 1.9 m) y terminaban en forma aguda (diferencia con el Ju 88 que eran más romas), no poseía aerofrenos originalmente, pero en la versión de bombardero en picado si se le dotó de este  dispositivo de frenado.
El timón era de formato más recto y más alto que el Ju 88; pero el tren de aterrizaje era prácticamente el mismo en ambos modelos.
Su planta motriz consistía en dos potentes motores BMW radiales 801-C, con una potencia de 1.700 HP cada uno.  Estaba armado con un cañón de 20 mm en el morro, dos cañones de 13 mm montados en tándem en la parte dorsal y otro de igual calibre en la parte ventral mirando hacia atrás. Podía actuar como torpedero portando un torpedo LT alojado uno en cada ala  o  3.000 kg en bombas en total. 
El Ju-188 podía alcanzar un techo de 12.000 m  (3.000 m más que el Ju-88) y su cabina podía ser presurizada y climatizada.  Su configuración le permitía además para misiones de observación, reconocimiento, ataque a navíos de superficie equipado con dos torpedos navales (A-1 Rächer),  apoyo a tropas terrestres y bombardeo de gran altura.  
Adicionalmente fue equipado como un caza nocturno dotándosele de sistema de radar FUMO FuG-200 con antenillas sensores en la proa.
Existieron versiones desde el modelo A hasta la V, muchas versiones eran de reconocimiento y variaban en la disposición y tipo de armamento, siendo la versión E la primera en entrar en servicio en 1943 como un bombardero de picado equipado con unos pequeños aerofrenos.

## Variantes
Las versiones o variantes de este modelo fueron:  Ju 188 A1 (Rächer) versión torpedera , la A2 versión bombardeo horizontal y E1 en versión bombardeo en picado y bombardero medio, las versiones Ju 188E y la Ju 188F para ataque y reconocimiento, el Ju 188D solo para reconocimiento, la versión Ju 188T como reconocimiento fotográfico de gran altura con cabina presurizada y el Ju 188G con una torreta radiocontrolada a la cola.
Otras versiones (de más envergadura) que solo llegaron a prototipos son el Ju 388L para reconocimiento  (muy similar al Ju 188), el Ju 288 C y el Ju 488 A de doble timón de deriva.

## Operadores
Francia

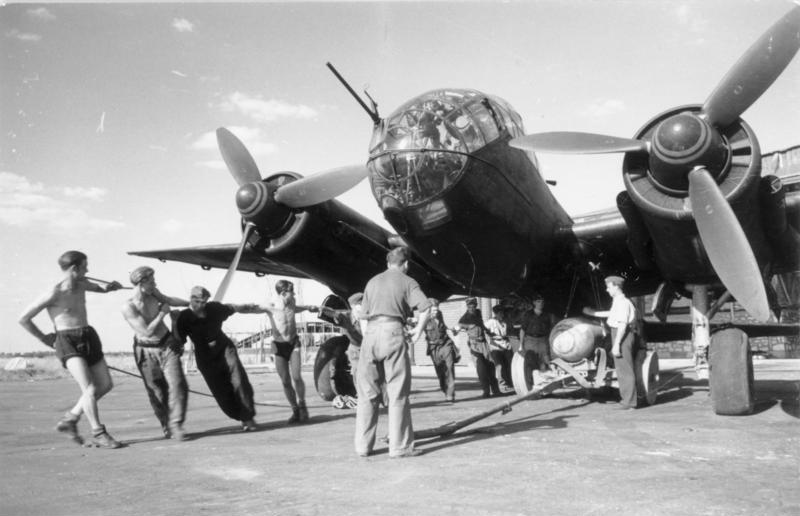
Ju 188 A-3 en la zona de Francia ocupada, 1944.

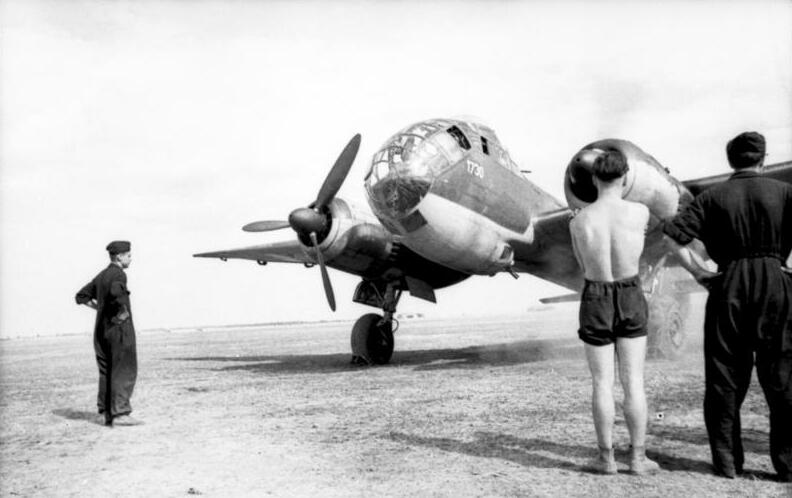
Junkers Ju 188 E-2 en 1944.

- Aviation Navale. Utilizó en la posguerra varios Ju 188 capturados.

 Alemania
- Luftwaffe

 Hungría
- Real Fuerza Aérea Húngara

 Reino Unido
- Royal Air Force. Utilizó en la posguerra al menos dos aviones capturados, un A-2 y un A-3 (Wrk Nr 190335 of 9./KG 26). El A-3 se rindió a las fuerzas británicas después de aterrizar en Fraserburgh el 2 de mayo de 1945.[4]

## Especificaciones (Ju 188E)

### Características generales
- Tripulación: 5
- Longitud: 15 m (49,2 ft)
- Envergadura: 22 m (72,2 ft)
- Altura: 4,4 m (14,4 ft)
- Superficie alar: 56 m²
- Peso vacío: 9.900 kg
- Peso cargado: 14.500 kg
- Planta motriz: 2× Motor radial BMW 801 G-2.
  - Potencia: 1250 kW (1677 HP; 1700 CV) cada uno.
- Hélices: 1× tripala por motor.

### Rendimiento
- Velocidad máxima operativa (Vno): 499 km/h 550 km/h
- Alcance: 1950 km (1053 nmi; 1212 mi)
- Radio de acción: km
- Alcance en combate: 2190 km (1183 nmi; 1361 mi)
- Alcance en ferry: km
- Techo de vuelo: 12 000 m (39 370 ft)
- Carga alar: 258,9 kg/m²
- Potencia/peso: 0,175 kW/kg

### Armamento
- Ametralladoras: 3× MG 131 de 13 mm

- Cañones: 1× MG 151/20 de 20 mm
- Bombas: 3.000 kg de bombas

### Desarrollos relacionados
- Junkers Ju 88
- Junkers Ju 288
- Junkers Ju 388
- Junkers Ju 488

### Secuencias de designación
- Sistema de designación aeronaves del RLM: ← Ju 186 · Fw 186 · Fw 187 · Ju 188 · Fw 189 · Fw 190 · Fw 191  →

### Listas relacionadas
- Anexo:Aeronaves militares de Alemania en la Segunda Guerra Mundial